# Heterixalus
Heterixalus és un gènere de granotes de la família dels hiperòlids.

## Taxonomia
- Heterixalus alboguttatus
- Heterixalus andrakata
- Heterixalus betsileo
- Heterixalus boettgeri
- Heterixalus carbonei
- Heterixalus luteostriatus
- Heterixalus madagascariensis
- Heterixalus punctatus
- Heterixalus rutenbergi
- Heterixalus tricolor
- Heterixalus variabilis